# بخش پیچایفسکی
بخش پیچایفسکی (به لاتین: Pichayevsky District) یک سکونتگاه مسکونی در روسیه است که در استان تامبوف واقع شده‌است.